# Technical Alliance
Die Technical Alliance war ein Zusammenschluss von Ingenieuren, Wissenschaftlern und Technikern, der Ende 1919 von Howard Scott in New York gegründet wurde. Die Vereinigung plante einen Energieplan Nordamerika und zielte auf eine geringere Verschwendung ab. Die Technical Alliance befürwortete eine Technokratie und eine bevorzugt sparsame und effizientere Produktion. Sowohl das Wirtschaftswachstum wie der wirtschaftliche Konservatismus der 1920er-Jahre wirkte dem Ansinnen der Gesellschaft entgegen. Sie wurde 1921 aufgelöst.
Auch der Energieplan wurde nicht vervollständigt. Die Technical Alliance war nie eine Massenorganisation, aber umfasste einige prominente und einflussreiche Mitglieder:
- Frederick L. Ackerman
- Carl C. Alsberg
- Alice Barrows
- Allen Carpenter
- Stuart Chase
- L.K. Comstock
- Bassett Jones
- Robert H. Kohn
- Benton MacKaye
- Leland Olds
- Charles P. Steinmetz
- Richard C. Tolman
- John C. Vaughan
- Thorstein Veblen
- Charles H. Whitaker

Eine Reihe von Mitgliedern war später an der Technokratischen Bewegung beteiligt. 